# De Svenska Kristallglasbruken
AB De Svenska Kristallglasbruken (även kallat Kristallbolaget) var en försäljningsorganisation, bildad 1903 på initiativ av Kosta glasbruks direktör Axel Fredrik Hummel och Sten Kjellgren, disponent vid Reijmyre Glasbruk 1901-1921. Organisationen var gemensam för Kosta, Eda, Flöxhult, Reijmyre, Alsterbro och Alsterfors. Organisationen hade till syfte att förenkla och förbättra marknadsföring och försäljning, att skapa en arbetsfördelning mellan bruken och sänka priserna på råvaror genom stora, gemensamma inköp.
Från början hade man även för avsikt att genom inköp av varor från andra glasbruk försöka sanera den svenska glasmarknaden. Man tvingades dock ganska snart att upphöra med dessa inköp.
Organisationen upplöstes 1930 under depressionen, sedan de olika glasbruken sålts till nya ägare, även om det levde vidare en tid som rent förvaltningsorgan under namnet AB Svenska glasbruksintressenter. Ett nytt bolag med samma namn och samma syfte bildades 1932, men lades ned året efter.